# 千鳥町出入口
千鳥町出入口（ちどりちょうでいりぐち）は、千葉県市川市にある首都高速湾岸線のインターチェンジである。葛西JCT方面の出入口のみ設置されているハーフインターチェンジである。ここから習志野・松戸方面は、東関東自動車道と東京外環自動車道で、別料金となる。首都高速道路最東端のインターチェンジである。

## 接続する道路
- 国道357号

## 併設
- 市川本線料金所
- 市川パーキングエリア

## 周辺
- 宮内庁新浜鴨場
- 市川塩浜駅

## 隣
首都高速湾岸線
(B30,B31)浦安出入口 - (B32)千鳥町出入口/市川PA/市川TB - 高谷JCT